# Suphisellus gibbulus
Suphisellus gibbulus är en skalbaggsart som först beskrevs av Aubé 1838.  Suphisellus gibbulus ingår i släktet Suphisellus och familjen grävdykare. Inga underarter finns listade i Catalogue of Life.